# Haematopinus acuticeps
Haematopinus acuticeps är en insektsart som beskrevs av Ferris 1933. Haematopinus acuticeps ingår i släktet Haematopinus och familjen hovdjurslöss. Inga underarter finns listade i Catalogue of Life.